# Chimayo (Novo México)
Chimayo é uma Região censo-designada localizada no estado americano de Novo México, no Condado de Rio Arriba e Condado de Santa Fe.

## Geografia
De acordo com o United States Census Bureau tem uma área de 14,1 km², dos quais 14,1 km² cobertos por terra e 0,0 km² cobertos por água. Chimayo localiza-se a aproximadamente 1897 m acima do nível do mar.

### Localidades na vizinhança
O diagrama seguinte representa as localidades num raio de 12 km ao redor de Chimayo.

## Demografia
Segundo o censo americano de 2000, a sua população era de 2924 habitantes.

## Lista de marcos
A relação a seguir lista as entradas do Registro Nacional de Lugares Históricos em Chimayo. O primeiro marco foi designado em 15 de abril de 1970 e o mais recente em 17 de julho de 1972. Aqueles marcados com ‡ também são um Marco Histórico Nacional.
- El Santuario de Chimayo‡
- Plaza del Cerro